# Charles J. Fekel
Charles J. Fekel (ur. 7 marca 1897 w Czechach (Austro-Węgry), zm. 24 kwietnia 1977 w Nowym Jorku w Stanach Zjednoczonych) – amerykański działacz religijny, członek Ciała Kierowniczego Świadków Jehowy.

## Życiorys
Charles J. Fekel w 1905 roku wraz z innymi członkami rodziny wyemigrował do Stanów Zjednoczonych. W 1916 roku został ochrzczony, a w roku 1917 wstąpił do służby kolporterskiej (pionierskiej). 14 lutego 1921 roku rozpoczął wolontariat w Biurze Głównym Świadków Jehowy w nowojorskiej dzielnicy Brooklyn. Pracował jako nadzorca zecerni. W listopadzie 1974 roku został członkiem Ciała Kierowniczego Świadków Jehowy. Służył w Komitecie Personalnym. Zmarł 24 kwietnia 1977 roku, a 2 maja 1977 roku odbył się jego pogrzeb.